# Perpetua Saragueta
Perpétua Saragueta Saragueta (Mezquíriz, 3 de agosto de 1905 - Pamplona, 26 de março de 1986) foi uma escritora natural de Navarra no País Basco. 

## Trajetória
Nascida numa família humilde de agricultores, era a mais velha de treze irmãos. Começou a escola aos sete anos e, mesmo só frequentando quatro anos, aprendeu rapidamente a ler e a escrever. Começou a trabalhar como professora quando o padre Manuel Lusarreta adoeceu, até que três anos depois a escola fechou. 
Em 1931 casou-se na localidade de Irurita, em Baztán, com Trinidad Urtasun, padeiro e versolari. Para ajudar nos trabalhos da padaria de família, teve de tirar a carta de condução, e diz-se que foi a segunda mulher a consegui-lo em Navarra. Quando o seu marido ficou incapacitado após uma luta com os falangistas, Saragueta teve de levar a família para a frente. Em 1944, mudaram-se para Pamplona. Criou e educou seis filhos. Sempre manteve a vontade e a paixão por escrever, algo que fez nos seus últimos anos de vida.

## Obra
Durante este período, Saragueta era uma das poucas mulheres que escrevia e publicava em euskera. Nos escritos de Perpétua Saragueta distinguem-se dois períodos: 

### Primeira época
O primeiro período pertence ao trabalho que realizou como jornalista nos anos anteriores à guerra civil. Começou a enviar notícias locais aos jornais O Pensamento Navarro e A Voz de Navarra de Pamplona, bem como às revistas Eskualduna de Bayiona e Argia de San Sebastián, escrevendo crónicas de Mezkiriz e Ariz sob os pseudônimos de Mendigibela, Aritza e Txorrondo. Este último era o nome do bairro da quinta onde nasceu.

### Segunda época
Os seus escritos posteriores à guerra e o longo silêncio que se seguiu formam o segundo período. Nesses escritos realizados na década de 1970, aborda diversos temas: costumes, acontecimentos, anedotas, assuntos familiares, fé e religião, entre outros.
Enviou vários artigos a Fontes Linguae Vasconum e Cadernos de Etnología e Etnografía de Navarra, e neste último publicou a monografia Mezkiritz. Também escreveu um livro autobiográfico, Nere oroimena (1977). Publicaram-se algumas passagens: sobre os versolaris de seu marido (Trinidad Urtasun, 1894-1978), contos bascos de Perpétua Saragueta e lembranças de seu povo natal Mezkintze e das montanhas e paisagens circundantes.  